# Alexander Georgijewitsch Karpowzew
Alexander Georgijewitsch Karpowzew  (russisch Александр Георгиевич Карповцев; * 7. April 1970 in Moskau, Russische SFSR; † 7. September 2011 in Tunoschna bei Jaroslawl) war ein russischer Eishockeyspieler und -trainer, der während seiner Karriere unter anderem für die New York Rangers, Toronto Maple Leafs, Chicago Blackhawks, New York Islanders und Florida Panthers in der National Hockey League spielte.

## Karriere
Während seiner sowjetischen Zeit spielte er beim HK Dynamo Moskau, mit dem er drei Mal sowjetischer Meister wurde. Beim NHL Entry Draft 1990 war er in der achten Runde an 158. Stelle durch die Québec Nordiques ausgewählt worden. 1993 wechselte er zu den New York Rangers in die National Hockey League. Weitere Stationen seiner Karriere in der NHL waren Toronto Maple Leafs, Chicago Blackhawks, New York Islanders und die Florida Panthers. 1994 gewann er mit bei den New York Rangers gemeinsam mit Sergei Nemtschinow, Alexei Kowaljow und Sergei Subow den Stanley Cup. Die vier waren die ersten Russen, die auf diesem Pokal verewigt wurden.
2004 ging er wieder nach Russland und spielte noch bis 2008 beim HK Sibir Nowosibirsk, Lokomotive Jaroslawl und HK Awangard Omsk in der russischen Liga. Als Assistenztrainer war Karpowzew in der Saison 2009/10 bei Ak Bars Kazan tätig. Zur Saison 2011/12 wurde er in derselben Position von Lokomotive Jaroslawl verpflichtet. Am 7. September 2011 kam er bei einem Flugzeugabsturz bei Jaroslawl ums Leben.

### International
Nach dem Zerfall der Sowjetunion wurde er Mitglied der russischen Eishockeynationalmannschaft. Seine internationale Karriere wurde mit der Goldmedaille bei der Eishockey-Weltmeisterschaft 1993 gekrönt. 1993 wurde er in die „Russische Hockey Hall of Fame“ aufgenommen.

## Erfolge und Auszeichnungen
- 1988 Bronzemedaille bei der U18-Junioren-Europameisterschaft
- 1990 Silbermedaille bei der Junioren-Weltmeisterschaft
- 1993 Goldmedaille bei der Weltmeisterschaft
- 1994 Stanley-Cup-Gewinn mit den New York Rangers
- 2005 Bronzemedaille bei der Weltmeisterschaft